# Magomedhan Arațilov
Magomedhan Arațilov (n. 7 mai 1951, Khurukh⁠(d), Magarsky selsoviet⁠(d), RSFS Rusă, URSS) este un luptător ce a reprezentat Uniunea Republicilor Sovietice Socialiste, medaliat olimpic. A participat la o ediție a Jocurilor Olimpice (1980) în care a câștigat o medalie de argint.

## Participări
Lista de mai jos prezintă principalele competiții la care a participat Magomedhan Arațilov de-a lungul carierei.
- wrestling at the 1980 Summer Olympics – men's freestyle 82 kg[*]